# 부띠크모나코
부띠크모나코(영어: Boutique Monaco)는 대한민국 서울특별시 서초구 서초4동에 위치하며 GS건설이 건설을 했고 105.5m의 높이와 용도는 주거용 및 업무용이며 지상 27층과 지하 5층으로 구성되어 있다. 2005년에 착공하여 2008년 8월에 완공하였다. 이 건물의 작업 제목은 미션 매트릭스(Missing Matrix)였다. 건축가 조민석이 설계했으며 172개의 유닛이 있다. 101층짜리 상하이 월드 파이낸셜 센터(Shanghai World Financial Centre)보다 훨씬 더 우수한 2008년 실버 엠포리스 스카이스크래퍼상을 수상했다.

## 내부 시설
다음은 부띠크모나코의 시설이다.
| 층수                | 시설                                  |
| ------------------- | ------------------------------------- |
| 5층 ~ 27층          | 부띠끄한 오피스텔 전용                |
| 4층                 | 입주민이 사용할 수 있는 커뮤니티 시설 |
| 2층 ~ 3층           | 고급상업시설을 위한 공간              |
| 1층                 | 로비와 고급 도심의 쉼터               |
| 지하 5층 ~ 지하 1층 | 지하주차장                            |

## 수상작
- 2009년 - 한국건축문화대상 - 민간부문 대상 수상

## 대중문화

### 영화
- 업 투 더 스카이 - 서울에 위치한 미션 매트릭스(Missing Matrix, 현 부티크 모나코)이다. 2012년 독일 다큐멘터리이며 루시아 헬레라의 감독이다. 사빈 폴마이어 및 요아힘 하웁트, 프로덕션: Parnass Film, ZDF, arte, 시리즈: 업 투 더 스카이의 영화다.

### 드라마
- 그녀로 말할 것 같으면에 나온다.

## 갤러리

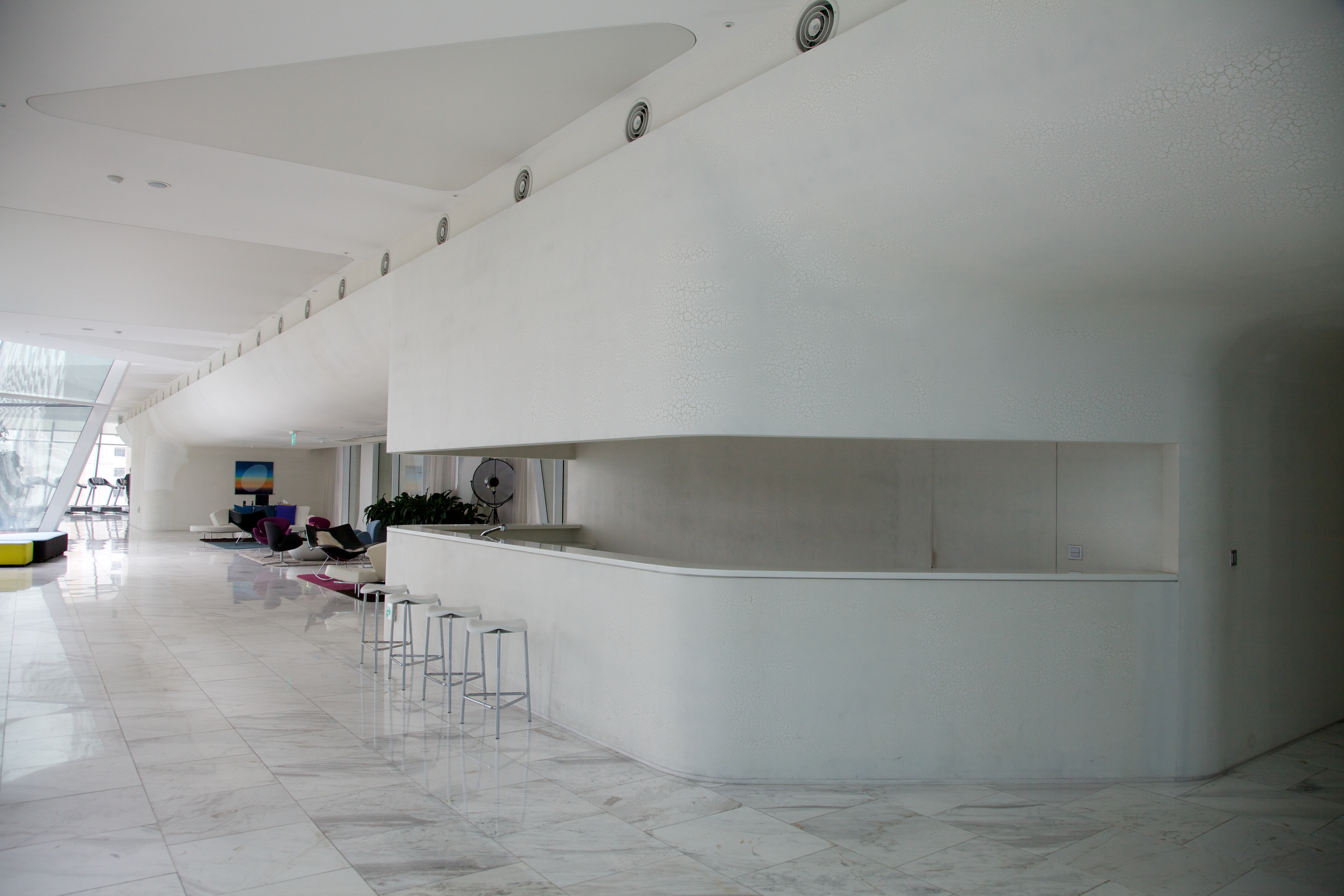
부띠크모나코 로비

## 같이 보기
- GT타워